# Y̨
Y̨ y̨ – trzydziesta pierwsza litera alfabetu języka elfdalskiego. Samogłoska ta przypisana jest nosowemu "y", [ỹ].